# Agenzia forestale regionale per lo sviluppo del territorio e dell'ambiente della Sardegna
L'Agenzia Forestale Regionale per lo Sviluppo del Territorio e dell'Ambiente della Sardegna (in acronimo: Fo.Re.S.T.A.S., graficamente reso come FoReSTAS) è una struttura tecnico-operativa della Regione Sardegna istituita con la legge nº 8 del 27 aprile 2016 che, al contempo, sopprime l'Ente foreste della Sardegna trasferendone il patrimonio e i compiti istituzionali alla nuova agenzia regionale.

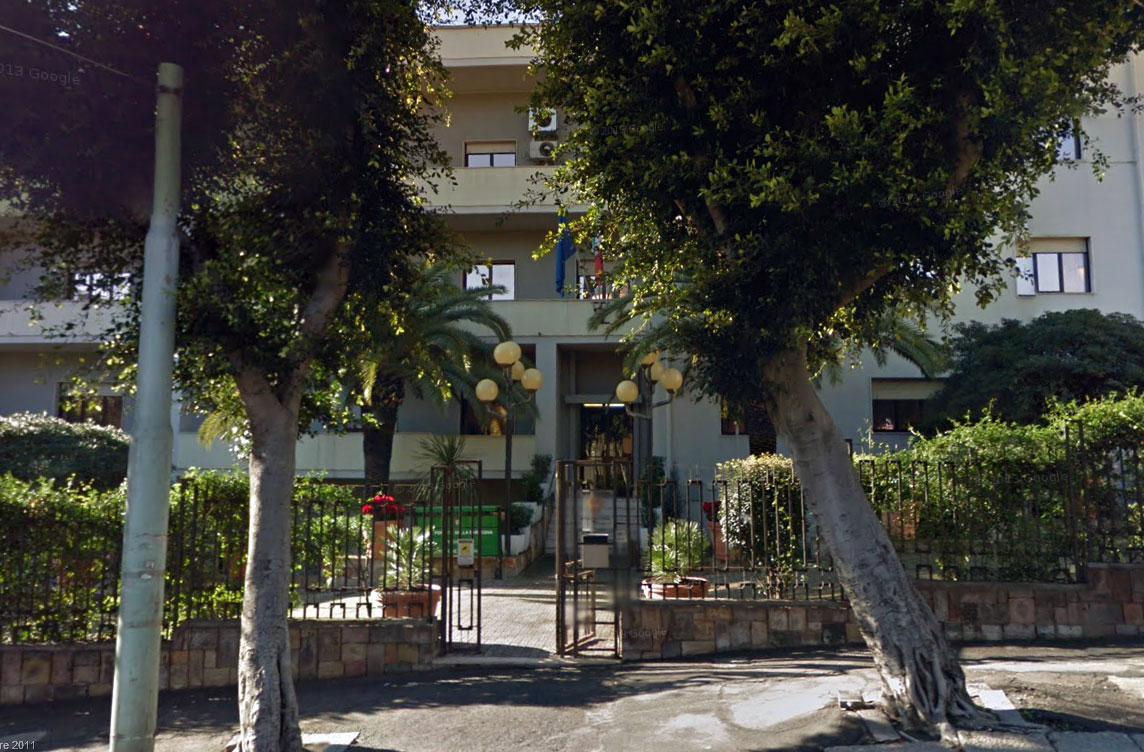
La sede della Direzione

In particolare l'Agenzia è un ente di gestione, di promozione e di supporto tecnico e amministrativo, di ricerca e sperimentazione, nel settore forestale e ambientale regionale; è dotata di personalità giuridica di diritto pubblico, ha potere regolamentare e gode di autonomia statutaria, patrimoniale, contabile e finanziaria. Fra le altre cose gestisce le foreste demaniali della Sardegna.

## Competenze e attività
Forestas, secondo quanto previsto dalla legislazione regionale, dal relativo statuto e dalla programmazione ha come propria missione quella dell'attuazione di interventi in campo forestale ed ambientale.
In tale ambito l'agenzia opera la gestione e la manutenzione del patrimonio delle forestale demaniale della Sardegna, supporta la Regione nelle attività di tutela, valorizzazione e promozione del territorio forestale, nella gestione del catasto di sentieri ed ippovie, nella prevenzione e nella lotta attiva agli incendi boschivi e nella tutela della biodiversità floro-faunistica.

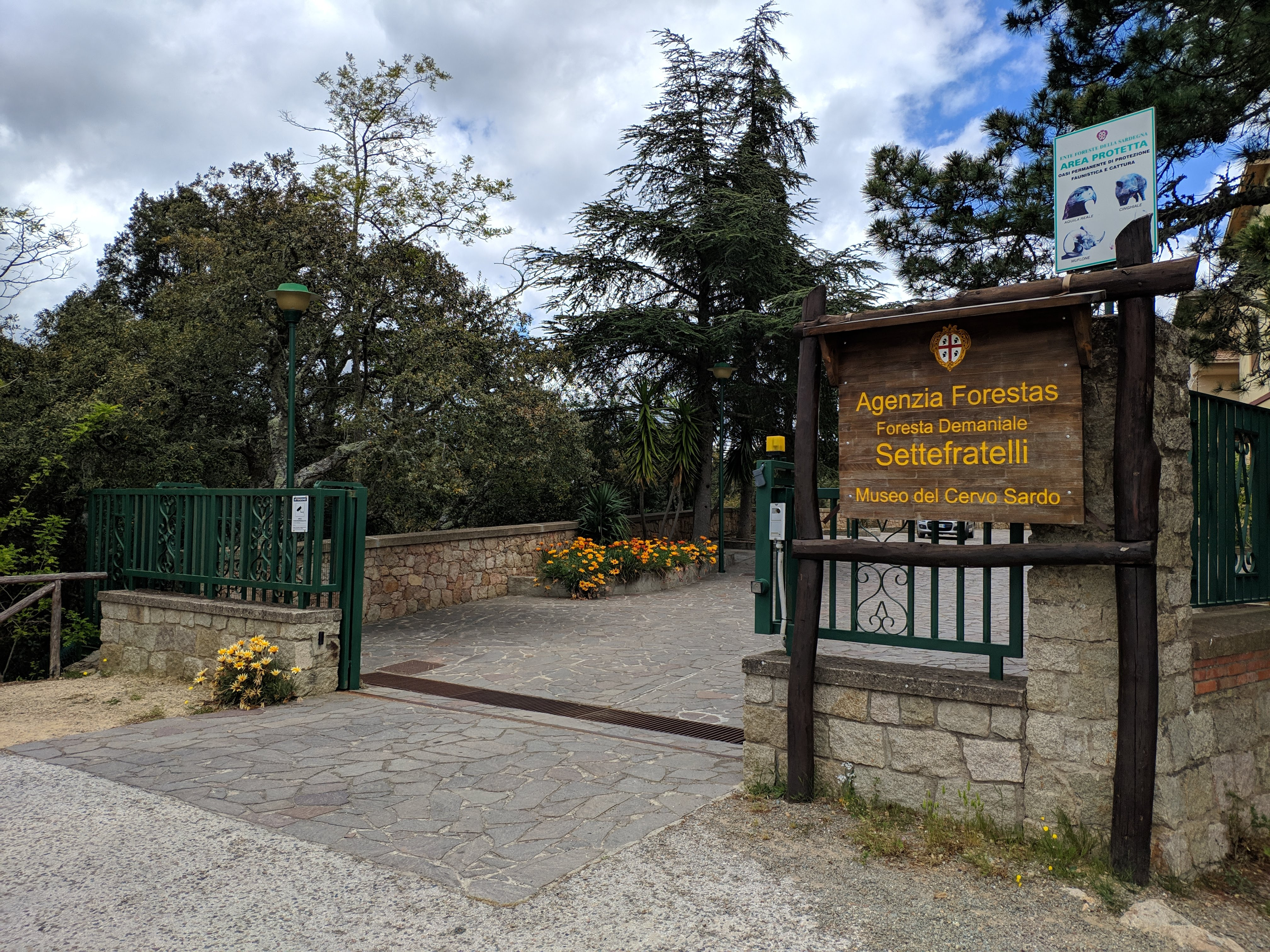
Ingresso Foresta demaniale Settefratelli